# Илиодор (Чистяков)
Архиепи́скоп Илиодо́р (в миру Иоа́нн Бори́сович Чистяко́в; 25 сентября 1794 г., село Воскресенское, Калужская губерния — 2 [14] февраля 1861, Белгородский Троицкий монастырь) — епископ Русской православной церкви, архиепископ Курский и Белогородский.

## Биография
Родился 25 сентября 1794 года в селе Воскресенском (ныне — в Кировском районе Калужской области) в семье священника.
Обучался в Калужской семинарии. В 1816 году поступил в Московскую духовную академию, которую окончил в 1820 году со степенью магистра.
18 сентября 1820 года определён инспектором и профессором Костромской семинарии, а 18 декабря того же года пострижен в монашество.
1 января 1821 года рукоположён во иеродиакона, а 2 января — во иеромонаха.
5 сентября 1822 года назначен инспектором Московской семинарии.
22 августа 1823 года перемещён ректором Рязанской семинарии и определён соборным иеромонахом при Московском Донском монастыре.
С 4 мая 1824 года — игумен Рязанского Богословского монастыря.
22 июля 1825 года переведён настоятелем в Рязанский Свято-Троицкий монастырь и возведён в сан архимандрита.
С 12 декабря 1827 года — ректор Новгородской семинарии.
С 1828 года — настоятель Новгородского Антониева монастыря (по Строеву, в 1828 году он недолго был архимандритом Рязанского Спасо-Преображенского монастыря и только после этого переведён в Новгородский Антониев монастырь).
13 марта 1832 года хиротонисан во епископа Курского и Белгородского.
Архиерей не пользовался большим авторитетом среди воспитанников Курской семинарии. На него ходило немало семинарских эпиграмм, од, сатирических произведений. Однако он не был равнодушным и невнимательным к успехам воспитанников. Его привели в восторг ответы на экзаменах Михаила Булгакова, будущего митрополита. Сразу же после экзамена архиепископ Илиодор узнал о семье даровитого ученика и позаботился о его обеспечении. Преосвященный так полюбил Михаила, что даже брал его на каникулы к себе в дом. Впоследствии одарённый воспитанник Булгаков был послан для продолжения образования в Киевскую духовную академию.
С особенным почитанием и любовью относился к Глинскому подвижнику старцу Феодоту, был к нему очень внимателен и просил молиться за себя.
24 марта 1844 года возведён в сан архиепископа. Состоял почётным членом конференции Казанской духовной академии.
В 1845 году управлял Белгородским Троицким монастырём.
С 1847 года — член секретной комиссии по делам о раскольниках и отступниках от Православия.
«Русский архив» отмечает, что, получив звание члена секретной комиссии по делам о раскольниках, преосвященный Илиодор проявил себя слишком ревностным исполнителем, причём не отличался честностью, а прибегал к жестокости и мздоимству.
Илиодор занимался и проповедничеством. Хотя и не отличался особой силой слова, но произведения свои печатал. Из всех изданных его произведений архиепископ Филарет Черниговский высокую оценку дал лишь его «Четыредесятнице». Остальные произведения слабы по мысли и выражению.
5 ноября 1860 года, по прошению, уволен на покой в Белгородский Троицкий монастырь, где и скончался 2 февраля 1861 года. Погребён под Троицким собором города Белгорода.

## Труды
- Словесное млеко или собрание слов, две части, 1839 г.
  - Часть первая
  - Часть вторая
- Собрание слов и бесед, 1839 и 1849 гг.
- Слова и беседы, произнесённые к курской пастве, 2-е изд., 1844 г.
- Духовное брашно, 1846 г.
- Воскресные беседы, 1847 г.
- Духовная вечеря, 1853 г.
- Святая Четыредесятница, 2 части, 3 издания: 1830, 1842, 1847 гг.
- Слово по освящении трёхсвятительского храма при Курском архиерейском доме сентября 26 дня 1851 г. (Христ. чтен. 1851, ноябрь, с. 412—417).
- Поучения на слова Апостола (I Солун. 5, 17-18).
- Христианское чтение, октябрь, с. 379—382).